# Charles Doe
Charles Webster „Charlie” Doe, Jr. (San Francisco, Kalifornia, 1898. szeptember 4. – Walnut Creek, Kalifornia, 1995. november 19.) kétszeres olimpiai bajnok   amerikai rögbijátékos.
Az 1920. évi nyári olimpiai játékokon az amerikai rögbicsapatban játszott és olimpiai bajnok lett. Az 1924. évi nyári olimpiai játékokon megvédték az olimpiai bajnoki címüket rögbiben.
A Stanford Egyetemen szerzett diplomát és a családi fakitermelésben dolgozott.